# George Formby
George Formby (Wigan, 26 maggio 1904 – Preston, 6 marzo 1961) è stato un attore, cantautore e suonatore di ukulele e di banjo britannico.

## Biografia
Figlio dell'attore e musicista George Formby, Sr., fu uno degli intrattenitori britannici più popolari del ventesimo secolo. La sua carriera si protrasse dal 1921 fino alla morte, avvenuta per attacco cardiaco nel 1961. Durante questi quaranta anni, Formby recitò in 21 film e registrò oltre 230 canzoni. Durante la Seconda guerra mondiale tenne numerosi spettacoli per le truppe Alleate in Europa e Medio Oriente, ottenendo per questo il conferimento dell'Ordine di Lenin nel 1943 e dell'Ordine dell'Impero Britannico subito dopo la guerra.

## Filmografia
- In cerca di guai (Trouble Brewing), regia di Anthony Kimmins (1939)
- Vorrei volare (It's in the Air), regia di Anthony Kimmins (1939)
- Forza Giorgio! (Come on George), regia di Anthony Kimmins (1939)